# Héry-sur-Alby
Héry-sur-Alby è un comune francese di 922 abitanti situato nel dipartimento dell'Alta Savoia della regione dell'Alvernia-Rodano-Alpi.

## Società

### Evoluzione demografica
Abitanti censiti